# Dropropizin
Dropropizin (bzw. Dipropizin) (Handelsname: Larylin Husten-Stiller®) ist ein Wirkstoff aus der Gruppe der Antitussiva (hustenreizstillende Mittel). Er wird bei Reiz- und Krampfhusten sowie Reizungen der oberen Atemwege eingesetzt. Bei eingeschränkter Leber- oder Nierenfunktion, schweren Herz-Kreislaufbeschwerden und Kindern unter 12 Jahren darf der Wirkstoff nicht eingesetzt werden. Zum Einsatz in der Schwangerschaft oder Stillzeit liegen keine Erfahrungen vor. Bei hoher Dosis kann es zu einem kurzfristigen Blutdruckabfall und Herzrasen kommen. Gelegentlich können Müdigkeit und leichter Durchfall auftreten, selten auch allergische Reaktionen.
Dropropizin enthält am Propandiolrest ein Stereozentrum. Es wird als Racemat [1:1-Gemisch des (R)-Enantiomers und des (S)-Enantiomers] eingesetzt. Das wirksame (S)-Enantiomer (Eutomer) ist Levodropropizin und wird ebenfalls als Hustenstiller eingesetzt. Die Markteinführung von Levodropropizin im Jahre 2000 wurde mit einer Reduzierung der Nebenwirkungen bei gleicher Dosierung begründet. Um einen vergleichbaren therapeutischen Effekt zu erzielen, reicht im Vergleich zu Dropropizin ungefähr die halbe Dosis Levodropropizin aus.
Der Wirkungsmechanismus ist noch nicht vollständig geklärt.